# Big Banana
"Big Banana" é uma canção da DJ e artista australiana Havana Brown, gravada para o seu segundo EP, When the Lights Go Out. Conta com a participação do DJ holandês R3hab e do rapper Prophet. O seu lançamento ocorreu a 4 de dezembro de 2012, servindo como quarto single geral para promoção do EP. A canção alcançou o primeiro lugar na parada de canções Hot Dance Club dos Estados Unidos e a 18 na parada de singles australiana da ARIA.

## Informação da música

### Fundo
Em uma entrevista, Brown afirmou o conceito por trás da música "Big Banana" como uma forma de objetificar os homens após as "expectativas superficiais irrealistas" colocadas nas garotas, enquanto ela contrapõe isso em "Banana" perguntando se o homem tem "uma banana grande". Ela acrescentou que a canção era "uma canção divertida para garotas e garotos gays". Em uma entrevista de rádio no início de março de 2013 com Nova, Brown afirmou que se inspirou no single "Short Dick Man" do 20 Fingers, e essa foi a base para ela criar a ideia de gravar "Big Banana".

### Recepção
A canção é recebida com críticas mistas. David do Feed Limmy afirmou que só conseguiu encontrar uma música comum no EP When the Lights Go Out, sendo "Big Banana", chamando as outras músicas de "lixo". "Big Banana" estreou em 33º lugar na parada de canções Hot Dance Club dos Estados Unidos em 15 de dezembro de 2012, e alcançou a posição número um na edição de 19 de janeiro de 2013. Na Austrália, a faixa estreou no ARIA Singles Chart no número 72 na semana de 4 de março de 2013 e subiu para o número 38 na semana seguinte. Ela atingiu o número 18 em 8 de abril de 2013. "Big Banana" também entrou no ARIA Dance Singles Chart no número 16 em 4 de março de 2013, e alcançou o número dois em 22 de abril de 2013. Ganhou certificado de platina pela Australian Recording Industry Association (ARIA) pelas suas 70.000 cópias vendidas. Um analista descreveu a música como promovendo a objetificação dos homens com macrofalismo.

## Vídeo de música
O videoclipe de "Big Banana" foi filmado em 20 de fevereiro de 2013 no Encino Hills em Los Angeles, Estados Unidos. O vídeo foi dirigido pelo desenvolvedor de software islandês Einar Egilsson. Brown falou sobre o videoclipe: "O clipe reflete tudo sobre a música - é divertido, otimista, irônico; é sujo, mas divertido ao mesmo tempo." O modelo e ator americano Nick Baga interpreta seu interesse amoroso no videoclipe. O videoclipe estreou em 15 de março de 2013 na V-Music.

## Faixas e formatos
Download digital – Remix EP
1. "Big Banana" (R3hab Remix) – 3:33
2. "Big Banana" (Dave Audé Remix) – 7:28
3. "Big Banana" (Dave Audé Dub) – 7:13
4. "Big Banana" (J-Trick vs Havana Brown Remix) – 4:52

Download digital – Remixes oficiais
1. "Big Banana" (R3hab Extended Mix) – 4:30
2. "Big Banana" (Dave Audé Radio Mix) – 3:39

## Desempenho comercial
| País — Tabela musical (2012–13)                   | Melhor posição |
| ------------------------------------------------- | -------------- |
| Austrália (ARIA)                                  | 18             |
| Austrália Dance (ARIA)                            | 2              |
| Bélgica (Ultratip da Valônia)                     | 25             |
| Estados Unidos (Hot Dance Club Songs – Billboard) | 1              |

| País — Tabela musical (2013)                      | Melhor posição |
| ------------------------------------------------- | -------------- |
| Austrália (Dance Singles – ARIA)                  | 24             |
| Austrália (Artist Singles – ARIA)                 | 17             |
| Estados Unidos (Hot Dance Club Songs – Billboard) | 50             |

### Certificações
| País             | Certificação | Certificação |
| ---------------- | ------------ | ------------ |
| Austrália (ARIA) | Platina      | 70,000^      |

## Histórico de lançamento
| Região         | Data                   | Formato                    | Versão              | Gravadora                  | Ref.          |
| -------------- | ---------------------- | -------------------------- | ------------------- | -------------------------- | ------------- |
| Austrália      | 4 de dezembro de 2012  | Download digital streaming | Remixes EP          | Universal Republic Records | [ 19 ] [ 24 ] |
| Estados Unidos | 18 de dezembro de 2012 | Download digital           | R3hab Extended Mix  | Universal Republic Records | [ 25 ]        |
| Estados Unidos | 18 de dezembro de 2012 | Download digital           | Dave Audé Radio Mix | Universal Republic Records | [ 26 ]        |